# 鹿儿岛女子短期大学
鹿儿岛女子短期大学（日语：／ Kagoshima Joshi Tankidaigaku *），简称鹿女短，是一所位于日本鹿儿岛县鹿儿岛市的私立短期大学。

## 概要

### 简介
- 源流成立于1905年[2]。短期大学为于1965年开办[2]、由学校法人志学馆学园学园经营。

### 历史
- 1965年 鹿儿岛女子短期大学成立并同时设置一个专攻即幼儿教育科[2]。
- 1966年 家政科成立[2]。
- 1967年 教养科成立[2]。
- 1968年 幼儿教育科改名为儿童教育科、家政科分离为两个专攻以下列举[2]。
  - 家政专攻
  - 食物营养专攻
- 1969年 学科改名为、以下列举[2]。
  - 教养科→教养学科
  - 家政科→家政学科
    - 家政专攻→家政学专攻
    - 食物营养专攻→食物营养学专攻

  - 儿童教育科→儿童教育学科、分离为两个专攻（各自招生到于2009年）以下列举[2]。
    - 初等教育学专攻
    - 幼儿教育学专攻
- 1975年 服装学专攻[注 2]成立于家政学科（但招生到于1988年）[2]。
- 1988年 四个专攻成立于专科。
  - 家政专攻（改名为生活科学专攻于1995年）
  - 教养专攻（停办于2000年）
  - 食物营养专攻
  - 儿童教育专攻
- 1989年 家政学科改名为生活科学科、家政专攻改名为生活科学专攻[2]。
- 1999年 生活福利专攻成立于生活科学科[2]。

### 宪章
- 请参看鹿儿岛女子短期大学的标志（页面存档备份，存于） （日語） 2014年2月14日阅览。

## 学校环境
- 校区：在鹿儿岛县鹿儿岛市

## 历任校长
- 有马纯次：第一代短期大学校长[3]。
- 幾留秀一：现在短期大学校长[4]

## 组织

### 学科
- 儿童教育学科
  - 初等教育学专攻[注 1]
  - 幼儿教育学专攻[注 1]
- 生活科学科
  - 生活科学专攻
  - 服装学专攻[注 2][注 3]
  - 食物营养专攻
  - 生活福利专攻
- 教养学科

### 专科
| - 教养专攻 - 生活科学专攻 - 食物营养专攻 - 儿童教育专攻 |

### 业余课程
| - 没有 |

### 附属机关
| - 图书馆 |

## 相关链接
- 日本短期大学列表